# Route des Grands Crus

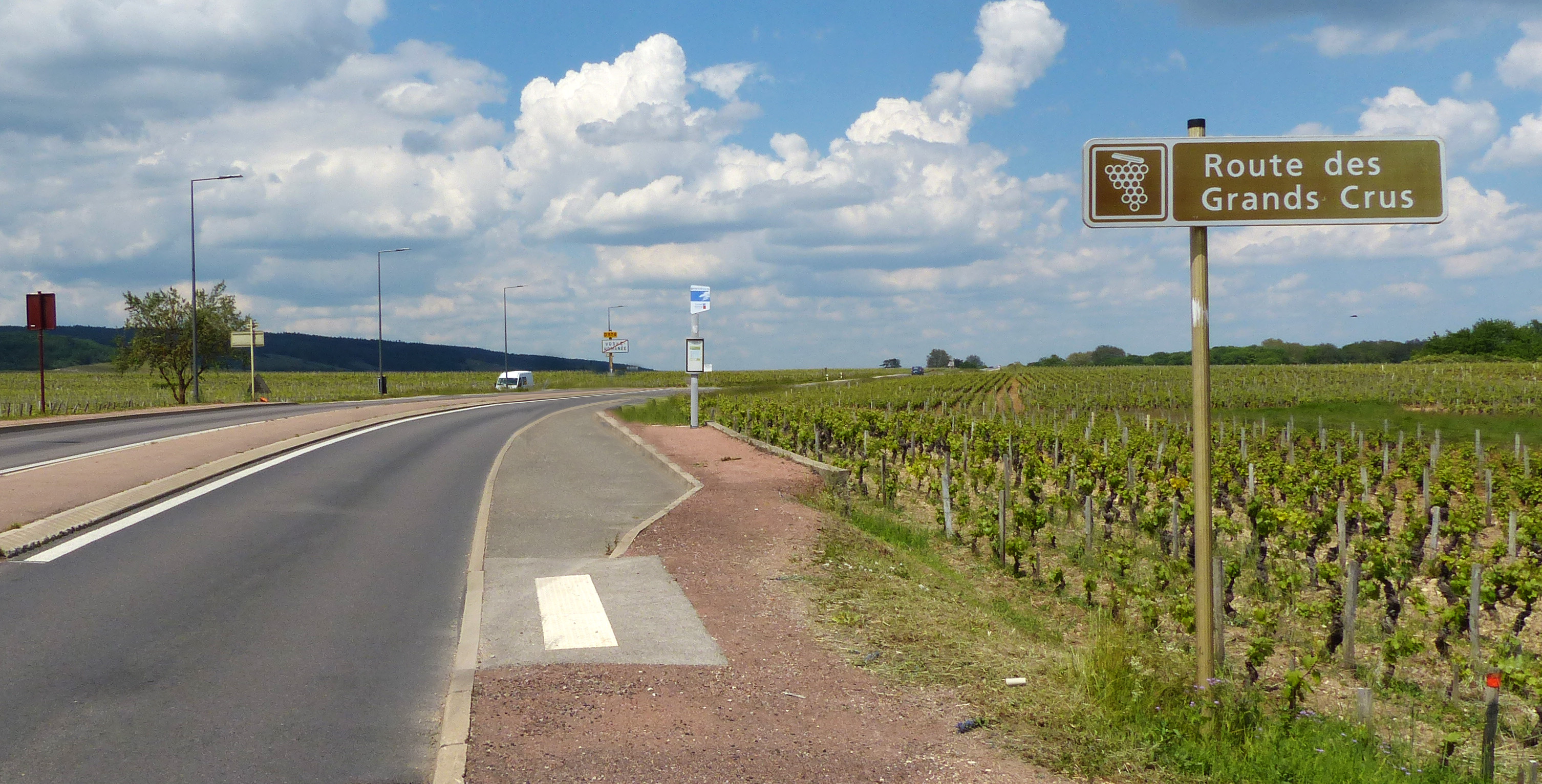
Panneau de signalisation d'intérêt culturel et touristique Route des Grands Crus, à Vosne-Romanée.

La route des Grands Crus est une route touristique de France qui traverse la partie la plus prestigieuse du vignoble de Bourgogne soit trente-huit villages viticoles pittoresques des Côte de Nuits et Côte de Beaune, entre Dijon et Santenay, sur une longueur de 60 kilomètres.
Créée en 1937, elle marque les débuts de l'œnotourisme,.
Elle est surnommée les Champs-Élysées de la Bourgogne,.

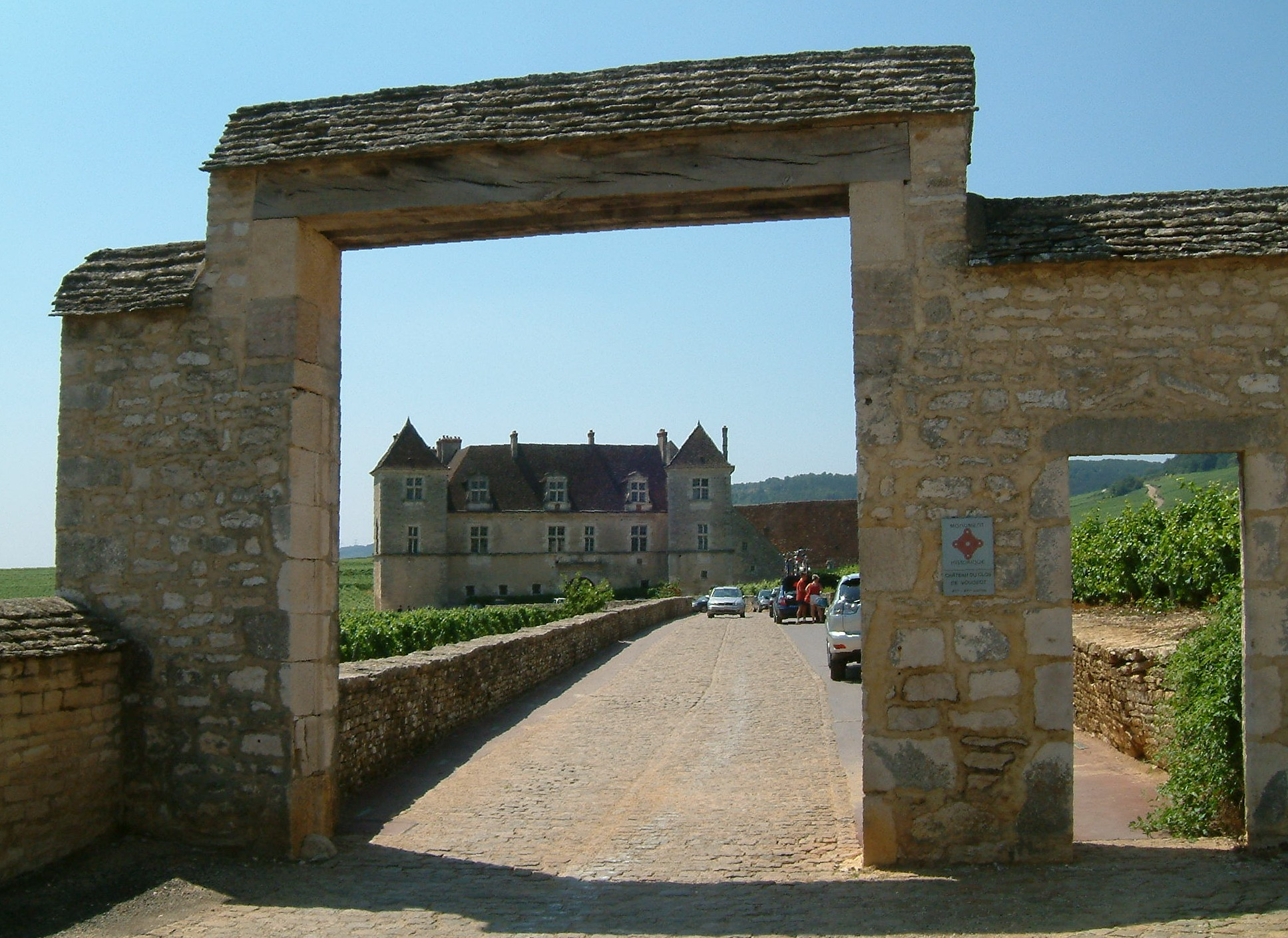
Château du Clos de Vougeot.

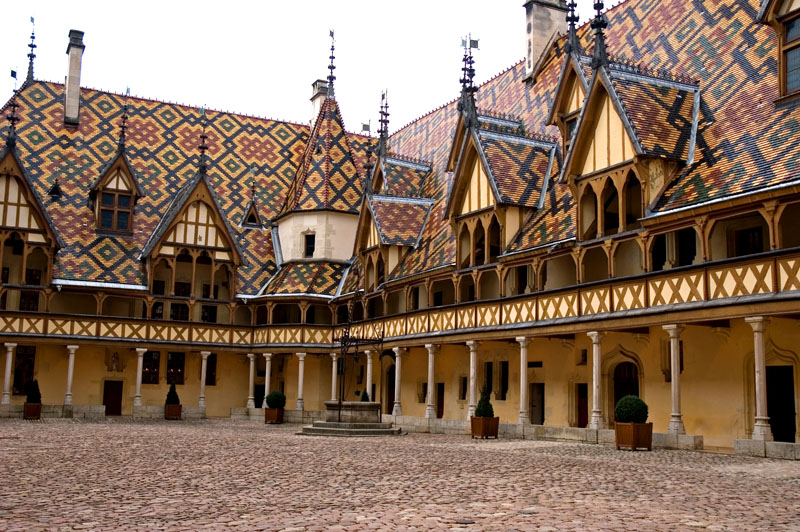
Hospices de Beaune.

## Liste des villages traversés du nord au sud
- Dijon (palais des ducs de Bourgogne)
- Côte de Nuits
  - Chenôve
  - Marsannay-la-Côte
  - Couchey
  - Fixin
  - Brochon
  - Gevrey-Chambertin
  - Morey-Saint-Denis
  - Chambolle-Musigny
  - Vougeot (château du Clos de Vougeot, confrérie des Chevaliers du Tastevin)
  - Vosne-Romanée
  - Flagey-Echezeaux
  - Nuits-Saint-Georges
  - Comblanchien
  - Premeaux-Prissey
  - Corgoloin
- Côte de Beaune
  - Ladoix-Serrigny
  - Aloxe-Corton
  - Pernand-Vergelesses
  - Savigny-lès-Beaune
  - Beaune (hospices de Beaune, vente des hospices de Beaune)
  - Pommard
  - Volnay
  - Saint-Romain
  - Monthelie
  - Auxey-Duresses
  - Meursault
  - Puligny-Montrachet
  - Saint Aubin
  - Chassagne-Montrachet
  - Santenay

## Galerie

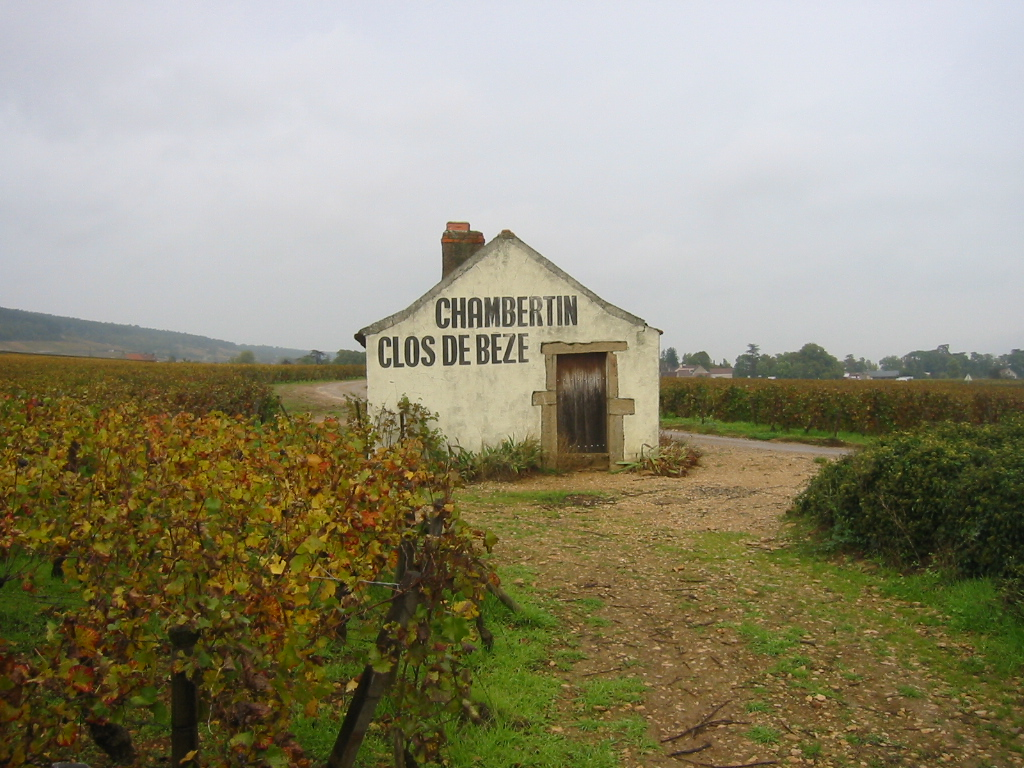
Chambertin-Clos-de-Bèze
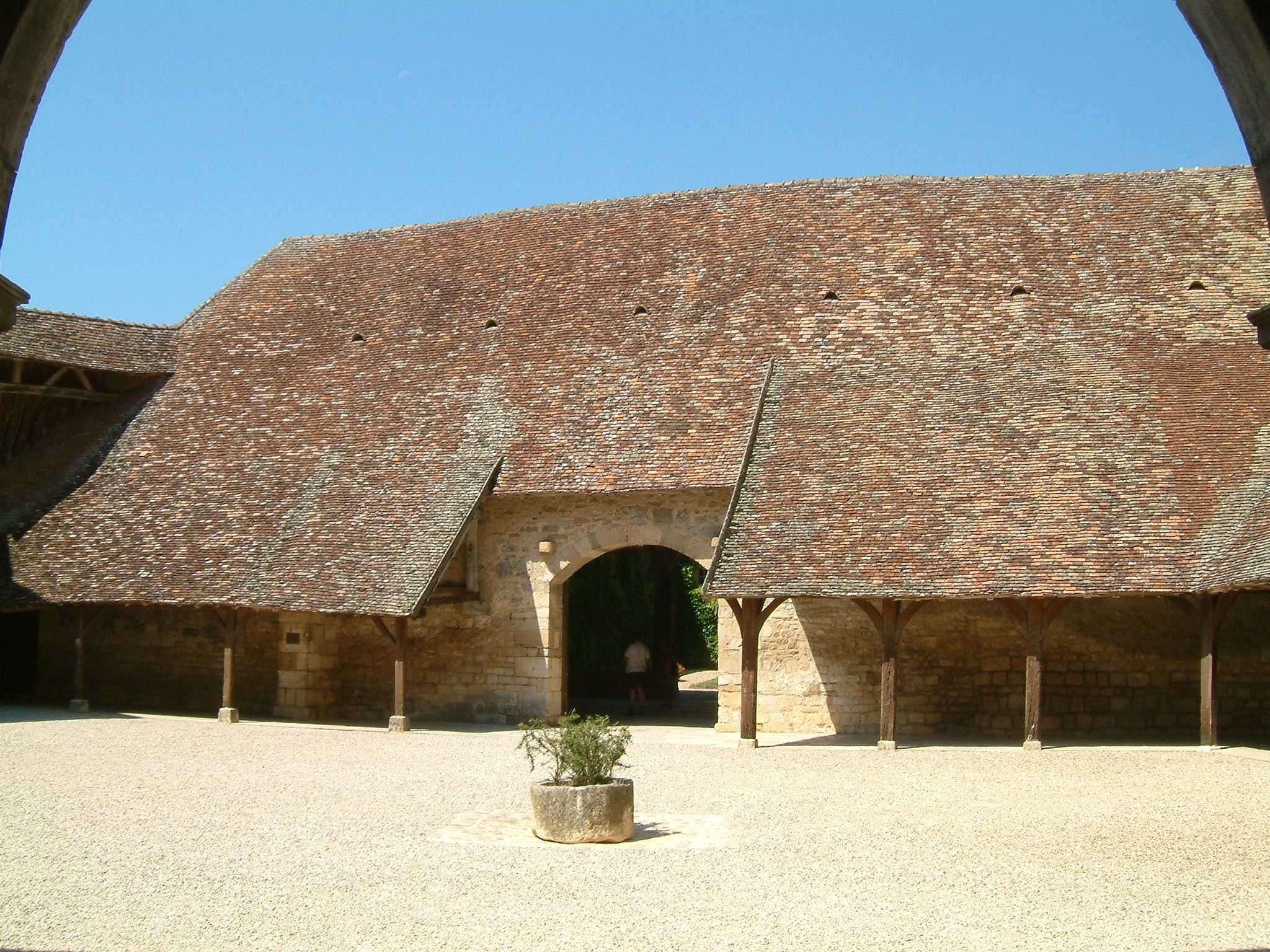
Château du Clos Vougeot
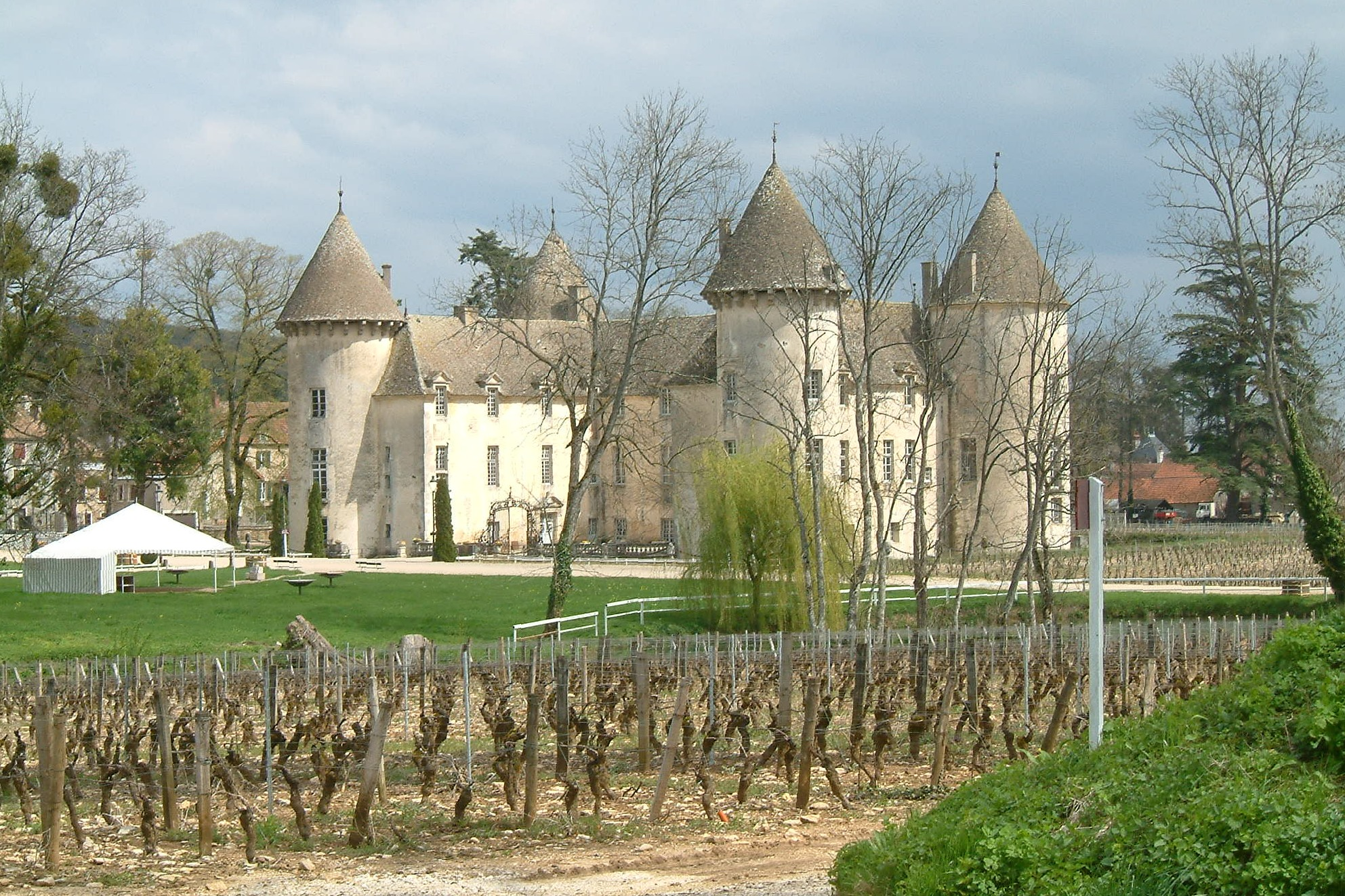
Château de Savigny-lès-Beaune
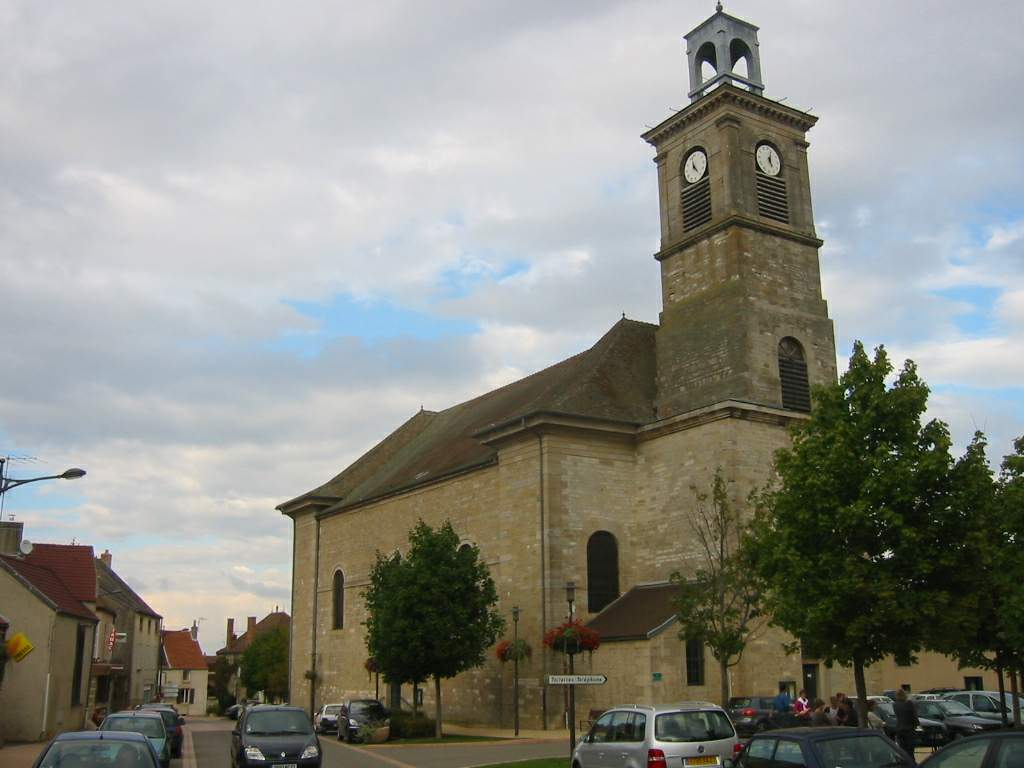
Église de Marsannay-la-Côte
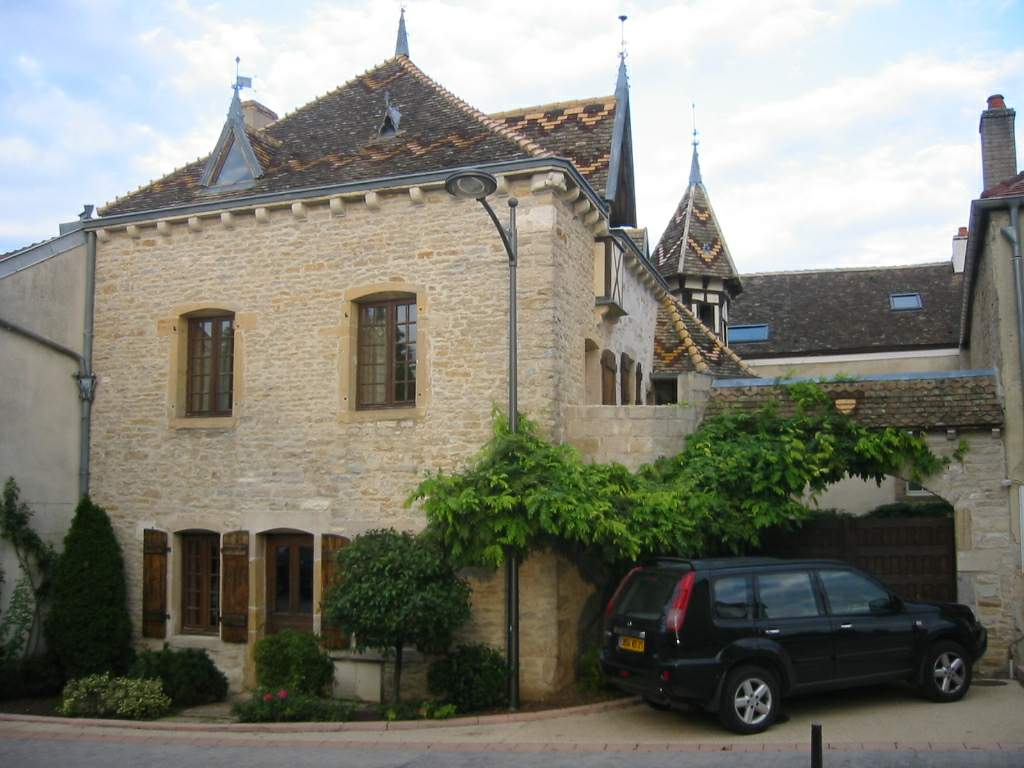
Maison Bourguignonne
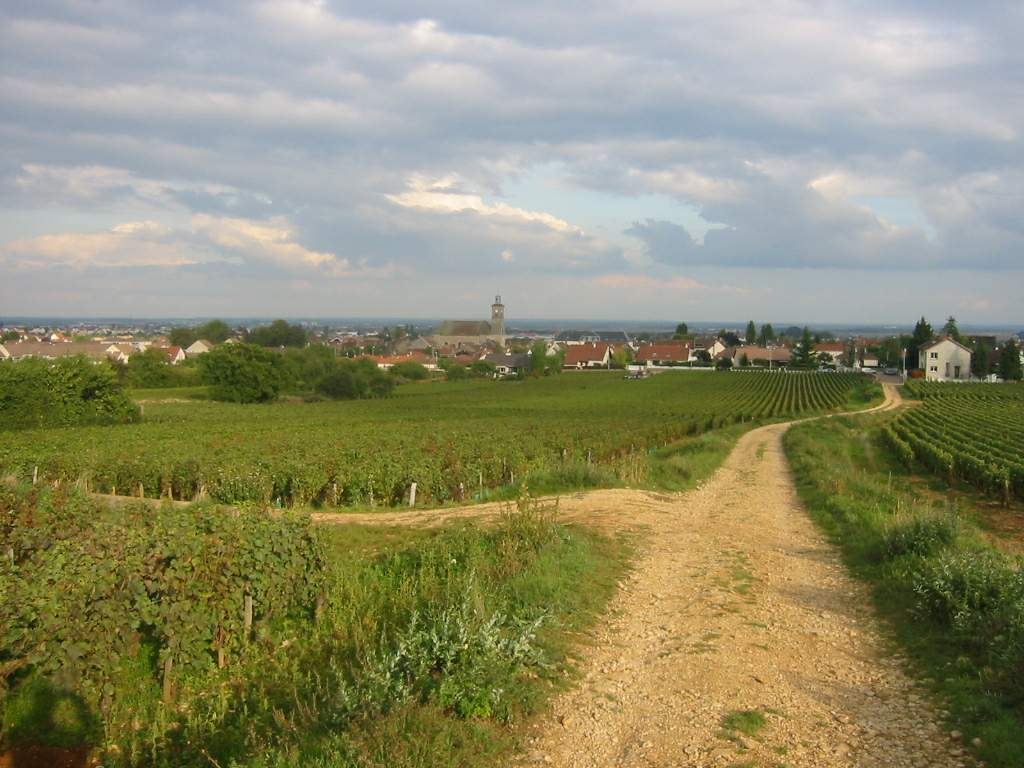
Marsannay-la-Côte